# Monster Seed
Monster Seed (モンスターシード?) è un videogioco di strategia, sviluppato dalla NK System e pubblicato dalla Sunsoft per PlayStation il 5 novembre 1998 in Giappone e il 31 marzo 1999 in Nord America.

## Modalità di gioco
Il giocatore veste i panni di Daniel, un allevatore della città di Len Bal, invasa da una gang di ladri chiamata Black Rope Gang.
Scopo del gioco è quello di liberare la città dalla gang creando un esercito di mostri. Ogni mostro può essere creato attraverso delle uova che, se combinate, ne determinano la natura. Proseguendo nel gioco, si incontreranno altri allevatori che forniranno altre uova dopo aver ingaggiato una battaglia con loro.